# Ellguth (Radlau)

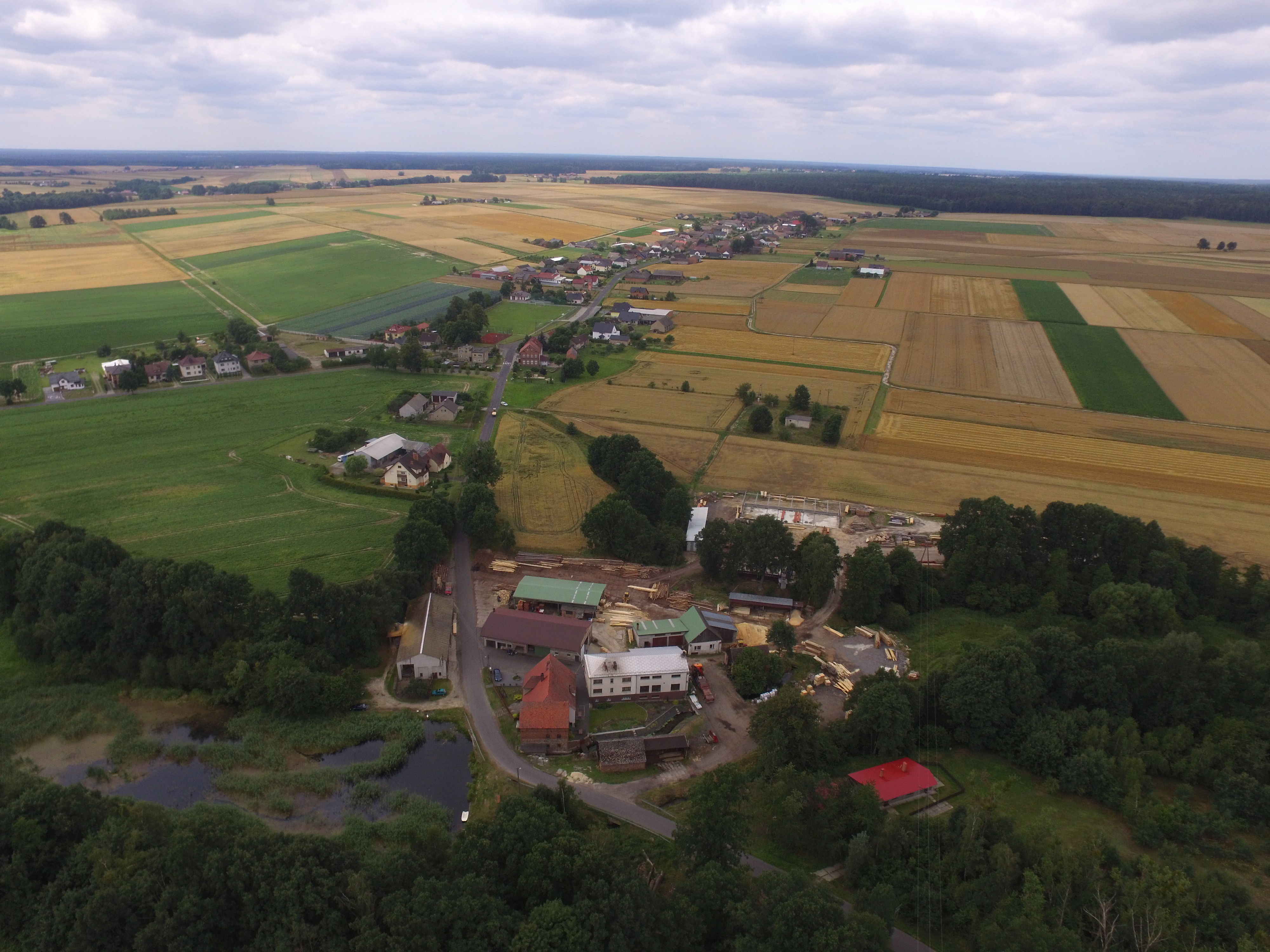
Blick auf das Dorf

Ellguth, polnisch Ligota Oleska ist ein rund 400 Einwohner zählendes Dorf im Powiat Oleski der Woiwodschaft Opole (Oppeln) in Polen. Als Schulzenamt gehört es der zweisprachigen Landgemeinde Radlau / Radłów an.

## Geografie
Das Straßendorf Ellguth liegt im Nordosten der Woiwodschaft Opole, etwa 12 Kilometer nordöstlich der Kreisstadt Olesno (Rosenberg O.S.) und rund 45 km nordwestlich von Częstochowa (Tschenstochau) auf der Schlesischen Hochebene, in der historischen Oberschlesien. Östlich des Dorfes fließt der Bach Prosna.

## Geschichte
Das Dorf wurde 1372 als Elgotha erstmals erwähnt.
Ursprünglich war Ellguth Teil des Herzogtums Oppeln, das 1327 sich von Polen löste, böhmisches Lehen wurde und 1532 an Habsburg fiel. 1742 wurde das Dorf mit dem größten Teil Schlesiens preußisch. 1816 wurde Ellguth (manchmal zur Unterscheidung von anderen Orten dieses Namens auch Ellguth-Sternalitz) dem Landkreis Rosenberg O.S. zugeordnet. Neben der Landgemeinde Ellguth bestand östlich des Dorfes, direkt südlich der Kolonie Psurow an der Prosna, das gleichnamige Rittergut. Beide gehörten dem Amtsbezirk Sternalitz an.
Die Einwohner des fast zur Gänze katholischen Dorfes waren nach Sternalitz eingepfarrt. 1861 erhielt Ellguth eine Schule, die etwas östlich des eigentlichen Ortes lag.
1945 wurde Ellguth von der Roten Armee erreicht und unter polnische Verwaltung gestellt, die dem Ort den Namen Ligota Oleska gab. Mit Abschluss des Zwei-plus-Vier-Vertrages endete die völkerrechtliche Verwaltung des Ortes und er wurde Teil Polens. Da nicht alle deutschen Bewohner nach dem Zweiten Weltkrieg vertrieben wurden, konnte sich in der Gegend eine deutsche Minderheit halten. Dem polnischen Minderheitengesetz von 2005 entsprechend wurde die Gemeinde Radlau, der Ellguth als Schulzenamt angehört, 2006 offiziell zweisprachig und führte 2007 zweisprachige Ortsbezeichnungen ein.

### Einwohnerentwicklung
Die Einwohnerzahlen von Ellguth nach dem jeweiligen Gebietsstand (inkl. Gutsbezirk):
| Jahr | Einwohner |
| ---- | --------- |
| 1844 | 329       |
| 1855 | 364       |
| 1861 | 361       |
| 1910 | 631       |
| 1925 | 596       |
| 1933 | 576       |